# Stazione di Takesato
La stazione di Takesato (武里駅?, Takesato-eki) è una stazione ferroviaria situata nella città di Kasukabe della prefettura di Saitama, in Giappone, ed è servita dalla linea Sky Tree delle Ferrovie Tōbu.

## Linee
Ferrovie Tōbu
● Linea Tōbu Isesaki (Linea Tōbu Sky Tree)

## Struttura
La stazione è dotata di due marciapiedi laterali con due binari passanti in superficie. Il fabbricato viaggiatori, posto sopra il piano del ferro, dispone di ascensori e scale mobili, oltre a diversi servizi quali biglietteria, sala d'attesa, servizi igienici e distributori automatici di bevande.
| 1 | ● Linea Sky Tree | per Shin-Koshigaya, Kita-Senju, Tōkyō Sky Tree e Asakusa via linea Hanzōmon per Shibuya e Chūō-Rinkan |
| 2 | ● Linea Sky Tree | per Kasukabe, Tōbu Dōbutsukōen, Kuki e Tōbu Nikkō                                                     |

## Stazioni adiacenti
| «                  | Servizio               | »                  |
| Linea Tōbu Isesaki | Linea Tōbu Isesaki     | Linea Tōbu Isesaki |
| ------------------ | ---------------------- | ------------------ |
| Sengendai          | Locale                 | Ichinowari         |
| Sengendai          | Semiespresso sezionale | Ichinowari         |
| Sengendai          | Semiespresso           | Ichinowari         |
| Transito           | Espresso               | Transito           |
| Transito           | Espresso sezionale     | Transito           |
| Transito           | Rapido                 | Transito           |
| Transito           | Rapido sezionale       | Transito           |